# 理學檢查
理學檢查（physical examination）又稱體格檢查、身體檢查、健康檢查（medical checkup/examination）、临床检查（clinical examination），简称体检、体查，是醫療人員運用自己的感官、辅助器具（如血压计、听诊器等），对患者进行的观察和检查。医疗人员的感官包括视、触、叩、听等物理诊断方法。
体检一般以诊断为目的，以在门诊获取疾病诊断的症狀和徵候资料，也可作为預防醫學中的一種手段。联合身体检查前的病史询问，及其后的实验室检查，可共同帮助确定诊断并制定治疗计划。这些数据均成为医疗记录的一部分。
体检的目的是收集患者有關健康的客觀資料，及早發現、预防疾病隱患、早期治療，尤其是平常不容易察覺的輕微病變。若等到生病再求醫，通常病灶已經大到足以引起身體上的痛覺反應，甚至器官功能，導致身體消瘦，就失去健檢的意義。一個自我感覺健康良好的成人應定期到院進行身心健康狀況檢查，每次健康檢查的間隔可以是一年一度或更長週期。

## 身體檢查的方法
- 視診
- 聽診
- 叩診
- 觸診
- 嗅診
- 此外，亦可利用簡便的檢查器具幫助檢查，如身高、體重、音叉協助測量聽力、視力表協助檢查視力、血壓計協助測量血壓等等。

## 身體檢查的內容
通常實行的方式是按照各器官系統，順序檢查，但也可以依醫師認為有必要的部分直接加以檢查。
檢查的內容，若要求完整則通常須包括以下檢查：
- 生命徵象及意識狀態的檢查
- 頭頸部及眼耳鼻喉的檢查（眼：視力、辨色力；耳：聽力）
- 胸部的檢查
  - 外觀的檢查
  - 乳房檢查
  - 肺臟檢查（胸部X光）
  - 心臟檢查（心血管檢查及心電圖）
- 腹部的檢查
  - 外觀及一般檢查
  - 肝臟檢查（肝功能指數）
  - 脾臟檢查
  - 腎臟檢查
  - 腸胃檢查（上消化道内视镜、下消化道攝影、胃鏡、大腸鏡、腹部超音波）
  - 其他的腹部檢查
- 泌尿系統及生殖系統的檢查
- 肌肉骨骼的檢查（骨質密度）
  - 肌肉骨骼的外型檢查：
  - 肌肉骨骼的功能檢查：肌力檢查、關節功能檢查等
- 周邊血管的檢查（血管造影、飯前血糖、飯後血糖、白血球數、紅血球數）
- 神經學檢查
  - 認知功能及意識狀態檢查
  - 腦神經檢查
  - 脊髓神經及反射檢查
  - 周邊神經檢查